# Martin Marinov
Martin Marinov, född den 25 oktober 1967 i Sofia, Bulgarien, är en bulgarisk och därefter australisk kanotist.
Han tog OS-brons i C-1 500 meter i samband med de olympiska kanottävlingarna 1988 i Seoul.
Han tog därefter OS-brons i C-2 500 meter i samband med de olympiska kanottävlingarna 1992 i Barcelona.
Marinov flyttade till Australien i slutet av 90-talet och tävlade för sitt nya hemland vid olympiska sommarspelen 2004 i Aten där han slutade på en 10:e plats i C-1 500 meter. Han var sedan huvudtränare för det australiensiska kanotsportslandslaget under olympiska sommarspelen 2008 och 2012. Inför olympiska sommarspelen 2016 bestämde sig Marinov för att även försöka kvalificera sig som tävlande, vilket han lyckades med och tillsammans med Ferenc Szekszárdi slutade han på en tiondeplats i C-2 1000 meter.